# Alopecosa canaricola
Alopecosa canaricola är en spindelart som beskrevs av Schmidt 1982. Alopecosa canaricola ingår i släktet Alopecosa och familjen vargspindlar.
Artens utbredningsområde är Kanarieöarna. Inga underarter finns listade i Catalogue of Life.